# Benedicte Berner

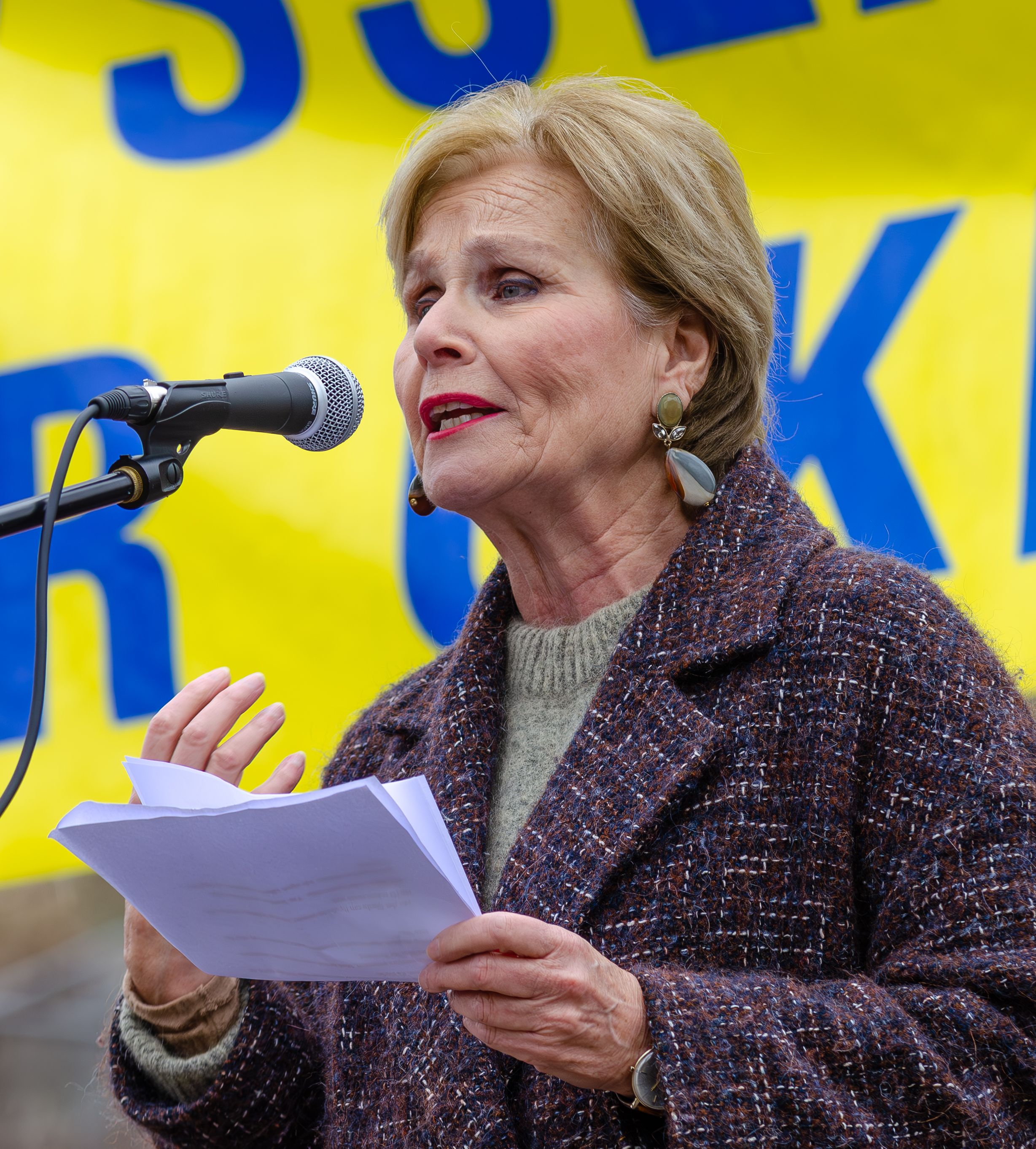
Benedicte Berner under en manifestation för Ukraina, utanför ryska ambassaden i mars 2024.

Benedicte Berner, född 1955, är styrelseordförande (medieanalytiker) för Civil Rights Defenders i Stockholm.
Berner undervisar i media och demokrati vid Institutet för politiska studier i Paris och är ”Center Associate” vid Davis Center for Russian and Eurasian Studies vid Harvard University. Mellan 2007 och 2013 undervisade Berner i yttrandefrihet vid Harvard University.
Mellan 1984 och 1987 bodde Berner i Polen där hon undervisade vid University of Warsaw. Mellan 1987 och 1989 arbetade hon med kvinnofrågor i Ryssland. År 1997 var hon delaktig i att grunda ”the Gerd Bucerius Award for Professional Journalism in Eastern and Central Europe” och var medlem i juryn fram till 2002. Detta är ett av de viktigaste priserna för journalister som arbetar under censur eller under svåra omständigheter i specifika regioner.
Berner arbetade under en tid på Internationella Röda Korset och IOM (International Organization for Migration) i Moskva. Hon har även varit chef för internationella frågor vid Europeiska medieinstitutet i Düsseldorf, specifikt frågor som rör yttrandefrihet, om ledande övervakningsuppdrag för Europeiska kommissionen under efterkrigsvalet på Balkan och i övergångsländerna i det tidigare Sovjetunionen.
Berner har sedan 2003 varit vice ordförande i Helsingfors Helsingfors-kommitté, som fokuserar på tre typer av program: rättsstatsprincipen, yttrandefrihet och icke-diskriminering i Ryssland, Ukraina, Belarus, Moldavien, Centralasien och Balkan. Sedan 2003 är hon även konsult på Sida i Stockholm där hon ger råd om gender- och medieprojekt i Ryssland; workshops och utbildning för media managers och journalister i samarbete med Ryska Unionen för Journalister och ryska universitet och journalistskolor. Hon utbildar även journalister i Mellanöstern (Libanon och Bahrein) och i Nordafrika om journalisters roll under valrörelser.
Berner har under åren publicerat flera artiklar och rapporter i tidningar och i andra medier. Svenska Dagbladet, en av Sveriges största dagstidningar, publicerade bland annat hennes artikel om ”the Human Rights situations in Chechnya” och en rapport för Sorbonneuniversitet om Vladimir Putin och media mellan 1999 och 2006.
Publikationer i urval: "Poutine et les médias- 1999/2006: changements ou continuité?" (presented at Les Medias en Russie, organized by l'Universit de Paris Sorbonne and the Centre de Recherches sur les Litteratures et Civilizations Slaves, Paris, March, 2006). Russie: 20 ans apres la chute du communisme, Actes du colloque, 27 (November 2011). "Ryssar ber oss att berätta för världen ('Russians asked us to tell the world')," Svenska Dagbladet, February 26, 2015.